# 커털리나 포노르
커털리나 포노르(루마니아어: Cătălina Ponor, 1987년 8월 20일~)는 루마니아의 체조 선수이다. 올림픽에 3회(2004, 2012, 2016) 출전하였고 2004년 하계 올림픽에서 여자 마루, 여자 평균대, 여자 단체전 금메달을 획득하여 3관왕에 올랐다. 2012년 하계 올림픽에서는 여자 마루 종목 은메달과 여자 단체전 동메달을 획득했으며 세계 선수권 대회에서 메달 5개, 유럽 선수권 대회에서 메달 13개를 획득했다.
2017년에 현역에서 은퇴했고 2022년 국제 체조 명예의 전당에 헌액되었다.